# Остолопы и драконы
«Остолопы и драконы», или «Недотёпы и драконы» (англ. Dunces and Dragons) — 66-я серия американского мультсериала «Губка Боб Квадратные Штаны». Данный эпизод был произведён в 2005 году и показан 20 февраля 2006 года на телеканале «Nickelodeon» в США, а в России — 12 июня 2006 года.

## Сюжет
Губка Боб и Патрик бегут в стадион-ресторан в средневековом стиле «Medieval Moments», чтобы посмотреть рыцарский турнир. После их прибытия Морри объявляет турнир по конному бою и просит двух добровольцев принять участие в рыцарском турнире, выбирая Губку Боба и Патрика. Не подозревая, что они на самом деле будут участвовать в турнире, а не просто наблюдать за ним, они вынуждены сесть на морских коньков и начать соревноваться друг с другом. Однако в ходе неудачного столкновения друзья вылетают с арены и приземляются на поле в Бикини-Боттом XII века. Большая группа рыцарей тут же окружают двоицу, после чего запирают Губку Боба и Патрика в подземелье, думая, что они «злые».
В подземелье они встречают осьминога, играющего на кларнете. Они думают, что это Сквидвард, но на самом деле осьминога зовут Сквидли и он — королевский шут, посаженный за решётку за крайне неудачную и обидную для короля шутку. Губка Боб и Патрик всё ещё думают, что это часть декораций турнира, но, послушав песню шута, они осознают, что они и в самом деле попали в Средневековье. Вскоре к заключённым пришёл стражник и сообщил, что их ждёт король Крабс, который и без того был озабочен нападением дракона-медузы злого колдуна Планктонамора. Однако неуважительное поведение Боба и Патрика, а после оскорбительная песня Сквидли, которую пели и друзья, окончательно его рассердили. После этого он решает их казнить, отправляя их на гильотину. Однако принцесса Перл, его дочь, быстро вмешивается и напоминает своему отцу о пророчестве на витражном окне, в котором говорится, что два храбрых рыцаря упадут с неба и будут посланы королём, чтобы победить дракона, управляемого Планктонамором, который разрушает королевство. В этот же момент дракон пробивает стену с пророчеством и забирает принцессу, а после бросает Крабса на гильотину, разбивая её как раз перед казнью Губки Боба. Дракон улетает, и король Крабс, который согласился с дочкой и понял, что Губка Боб и Патрик — избранные, останавливает казнь, просит у них прощения и говорит им, чтобы они спасли его дочь, а вместе с ними и Сквидли.
По дороге они останавливаются в кузнице, чтобы купить доспехи и оружие, но Губка осознаёт, что для него всё оружие слишком тяжёлое, кроме сачка для медуз. Когда они добираются до моста в башню Планктонамора, на них нападает Тёмный рыцарь (средневековая Сэнди), который охраняет мост. После недолгого боя с Губкой Бобом, в котором последний одержал победу с помощью карате, Боб решает сохранить ей жизнь. Поражённый Тёмный рыцарь решает последовать за Губкой Бобом, Патриком и Сквидли и «научиться карате».
Тем временем Крабс получает записку, в которой говорится, что принцесса Перл умрёт, если он не отдаст свой трон и королевство Планктонамору. Губка Боб, Патрик, Сквидли и Тёмный рыцарь достигают вершины башни, где Губка Боб отвлекает волшебника, а Патрик, Сквидли и Тёмный рыцарь спасают Перл. Однако вскоре появляется дракон и нападает на героев: быстро разбирается со Сквидли и с Тёмным рыцарем, а Губку и Патрика загоняет в угол. Понимая, что это конец, Патрик решается съесть крабсбургер перед смертью. Однако дракон выхватывает бургер, ест его и, становясь от этого послушным Губке Бобу, уничтожает Планктонамора.
Герои возвращаются в королевство, чтобы отпраздновать свою победу; Тёмный рыцарь теперь работает на короля, принцесса Перл спасена, дракон становится питомцем короля Крабса, который готовит бургеры для дракона. Однако невыносимая музыка Сквидли заставляет жителя бросить в него камень, после чего морские коньки пугаются и выбрасывают Губку Боба и Патрика в полёт. Двое друзей приходят в себя уже на поле арены рыцарского турнира, где Губка Боб говорит Патрику, что всё это было просто сном, а Патрик видит под своей задницей расплющенного и попавшего каким-то образом в настоящее время Сквидли.

## Роли
- Том Кенни — Губка Боб, Морри, пиявка, электронный голос, житель № 1
- Билл Фагербакки — Патрик Стар
- Роджер Бампасс — Сквидли, житель № 2
- Клэнси Браун — король Крабс, стражник подземелья
- Кэролин Лоуренс — средневековая Сэнди
- Мистер Лоуренс — Планктонамор
- Ди Брэдли Бейкер — рыцарь, сквайр, стражник, слуга, кузнец
- Джилл Тэлли — стеклянный шар Карен, жена Морри, зритель, жительница
- Лори Алан — принцесса Перл

### Роли дублировали
- Сергей Балабанов — Губка Боб
- Юрий Маляров — Патрик
- Иван Агапов — Сквидли
- Александр Хотченков — король Крабс
- Нина Тобилевич — Сэнди, зритель, жительница
- Юрий Меншагин — Планктонамор
- Людмила Гнилова — Перл, жена Морри
- Вячеслав Баранов — стеклянный шар Карен, Морри, эпизоды

## Производство
Спецвыпуск «Остолопы и драконы» был написан Зеусом Цервасом, Эриком Визе и Тимом Хиллом; Алан Смарт и Том Ясуми взяли роли анимационных режиссёров. Впервые данная серия была показана 20 февраля 2006 года в США на телеканале «Nickelodeon». Во время премьерного показа серия собрала 8,6 млн зрителей.
Спецвыпуск имел рабочее название «Lost in Time». Марджори Кон, исполнительный вице-президент по разработке и программированию «Nickelodeon», сказала: «„Lost in Time“ предлагает поклонникам возможность увидеть Губку Боба и его банду в новой обстановке и историческом периоде времени. Забавно наблюдать, как Губка Боб в доспехах скачет на морском коньке и переносит карате в Средневековье». Изначально в серии, согласно раскадровке, должна была быть сцена, в которой Губка Боб, Патрик и Сквидли прошли мимо человекоподобных «двойников» Боба и Патрика.
Серия «Остолопы и драконы» была выпущена на DVD-диске «Lost in Time» 21 февраля 2006 года. Она также вошла в состав DVD «SpongeBob SquarePants: Season 4, Vol. 1», выпущенного 12 сентября 2006 года, и «SpongeBob SquarePants: The First 100 Episodes», выпущенного 22 сентября 2009 года и состоящего из всех эпизодов с первого по пятый сезоны мультсериала.

## Отзывы критиков
«Остолопы и драконы» получили в целом положительные отзывы от поклонников мультсериала и критиков. В своей рецензии для «DVD Talk» Майк Лонг положительно отреагировал на спецвыпуск, отметив, что «данный эпизод ставит новый поворот на тему „Янки из Коннектикута при дворе короля Артура“ и забавно видеть, как сценаристы шоу адаптировали персонажей из шоу в эту средневековую обстановку». Он добавил: «Этот эпизод также хорош тем, что он показывает ненормально уверенного в себе Губку Боба». Нэнси Базиль из «About.com» сравнила эпизод со спецвыпуском «Атлантис Квадратные Штанантис». Она сказала, что «Атлантис Квадратные Штанантис» более эпичен, чем «Остолопы и драконы».
Винсент Уоллер, креативный режиссёр и текущий шоураннер «Губки Боба», не оценил спецвыпуск, отметив, что «ему лучше было бы быть 11-минутной серией, а не 22-минутной».